# Biskupi siemiatyccy
Biskupi siemiatyccy – wikariusze diecezji warszawsko-bielskiej Polskiego Autokefalicznego Kościoła Prawosławnego:
- 2007–2017 – Jerzy (Pańkowski), od 2010 także prawosławny ordynariusz Wojska Polskiego
- od 2017 – Warsonofiusz (Doroszkiewicz)